# Lieskau (Spremberg)
Lieskau (in lingua lusaziana inferiore Lěsk) è un ex comune tedesco sito nel land del Brandeburgo. Dal 31 dicembre 2002 è stato accorpato nella città di Spremberg, della quale è oggi una frazione.
Non va confuso con l'omonima frazione del comune di Salzatal in Sassonia-Anhalt, circondario di Saalekreis.